# Jana Coryn
Jana Coryn (Waregem, 26 giugno 1992) è un'ex calciatrice belga, di ruolo attaccante. Ha collezionato per la nazionale belga 29 presenze, realizzando due reti.

## Carriera

### Club
Jana Coryn crebbe calcisticamente nel Davo Waregem, società calcistica della sua città natale. Nel 2010 passò allo Zulte Waregem, col quale fece il suo esordio in Division 1, la massima serie del campionato belga. Nel 2012 si trasferì all'Anderlecht, prendendo parte alla prima edizione della BeNe League, una competizione mista belga-olandese che fungeva da massima serie di entrambi i campionati. Con la maglia dell'Anderlecht vinse la sua prima Coppa del Belgio, nonostante un infortunio al ginocchio la tenne lontana dal campo per buona parte della stagione. Nel biennio successivo giocò nel Club Bruges.
Nel 2015 si trasferì al Lierse, società con la quale prese parte alla prima edizione della Super League, la nuova massima serie del campionato belga, e vinse la sua seconda Coppa del Belgio. Proprio nella finale di Coppa Coryn fu decisiva, realizzando una doppietta nella vittoria per 2-1 sull'Anderlecht. Nella stessa stagione vinse la classifica delle migliori marcatrici della Super League.
Nell'estate 2016, dopo che il Lierse non iscrisse al campionato la squadra femminile, Coryn si trasferì in Francia al Lilla, poi seguita dalle connazionali Silke Demeyere e Maud Coutereels. Coryn segnò nella partita di esordio con la maglia del Lilla in Division 2 e alla fine della stagione, conclusa con la promozione in Division 1, aveva messo a segno 24 reti. Nella stagione 2017-2018 Coryn giocò il suo primo campionato di Division 1, scendendo in campo in tutte le partite del torneo e realizzando sette reti. All'inizio di settembre 2018, nel corso di una sessione di allenamento, Coryn subì un infortunio al legamento crociato anteriore del ginocchio, che richiese un successivo intervento chirurgico, tenendola lontana dal campo di gioco per tutto il resto della stagione 2018-2019. Nonostante non abbia giocato quasi tutta la terza stagione al Lilla, Coryn realizzò in totale 33 reti con la maglia biancorossa de les Lilloises, divendone la migliore marcatrice.
Nel luglio 2019 Coryn tornò all'Anderlecht. Con la maglia malva dell'Anderlecht fece il suo esordio nella UEFA Women's Champions League, giocando tre partite e segnando una rete nella fase di qualificazione. Vinse la Super League, che era stata sospesa nel mese di marzo 2020 a causa della pandemia di COVID-19, col titolo assegnato all'Anderlecht, primo in classifica al momento della sospensione. Nel luglio 2020 tornò otto anni dopo allo Zulte Waregem, ammesso alla nuova stagione di Super League.
Il 10 gennaio 2021 Coryn annunciò il suo ritiro dal calcio giocato a soli 28 anni a causa dei problemi alla cartilagine del ginocchio che ne hanno caratterizzato la carriera agonistica.

### Nazionale
Jana Coryn ha fatto parte delle selezioni giovanili del Belgio, giocando tredici partite con la selezione Under-17 e diciannove con la selezione Under-19, scendendo in campo nelle partite di qualificazione alle fasi finali dei campionati europei di categoria. Ha fatto parte della rosa che ha partecipato alla fase finale del campionato europeo Under-19 2011, scendendo in campo in due delle tre partite.
Coryn fece il suo debutto nella nazionale del Belgio il 23 novembre 2011 nella partita vinta dal Belgio in Bulgaria, valida per le qualificazioni ai campionati europei 2013. Dopo esser scesa in campo in un'amichevole contro l'Ucraina nel giugno 2013, iniziò ad essere convocata dal selezionatore Ives Serneels con regolarità dalla seconda metà del 2015, prendendo parte ad amichevoli e partite valide per le qualificazioni ai campionati europei 2017. Venne poi convocata per l'Algarve Cup 2016, prima edizione del torneo alla quale ha preso parte il Belgio, giocando da titolare la partita contro il Canada e i minuti finali della terza partita del girone e della finale per il quinto posto vinta contro la Russia. L'anno seguente venne inserita nella rosa della nazionale che partecipò alla Cyprus Cup 2017, giocando tre delle quattro partite disputate dal Belgio, inclusa la finale per il settimo posto vinta dopo i tiri di rigore contro l'Austria.
Coryn venne poi selezionata da Serneels nella rosa della nazionale belga che partecipò per la prima volta alla fase finale del campionato europeo 2017, organizzato nei vicini Paesi Bassi. Coryn scese in campo nel corso del secondo tempo di tutte e tre le partite giocate dal Belgio, che venne eliminato al termine della fase a gironi. Successivamente al campionato europeo Coryn giocò due partite nelle qualificazioni al campionato mondiale 2019 e tutte le partite della Cyprus Cup 2018.

## Statistiche

### Presenze e reti nei club
| Stagione           | Squadra            | Campionato         | Campionato | Campionato | Coppe nazionali | Coppe nazionali | Coppe nazionali | Coppe internazionali | Coppe internazionali | Coppe internazionali | Altre coppe | Altre coppe | Altre coppe | Totale | Totale |
| Stagione           | Squadra            | Comp               | Pres       | Reti       | Comp            | Pres            | Reti            | Comp                 | Pres                 | Reti                 | Comp        | Pres        | Reti        | Pres   | Reti   |
| ------------------ | ------------------ | ------------------ | ---------- | ---------- | --------------- | --------------- | --------------- | -------------------- | -------------------- | -------------------- | ----------- | ----------- | ----------- | ------ | ------ |
| 2012-2013          | Anderlecht         | BeNe               | 8          | 1          | CB              | ?               | ?               | -                    | -                    | -                    | -           | -           | -           | 8+     | 1+     |
| 2013-2014          | Club Bruges        | BeNe               | 23         | 2          | CB              | ?               | ?               | -                    | -                    | -                    | -           | -           | -           | 23+    | 2+     |
| 2014-2015          | Club Bruges        | BeNe               | 24         | 1          | CB              | ?               | ?               | -                    | -                    | -                    | -           | -           | -           | 24+    | 1+     |
| Totale Club Bruges | Totale Club Bruges | Totale Club Bruges | 47         | 3          |                 | ?               | ?               |                      | -                    | -                    |             | -           | -           | 47+    | 3+     |
| 2015-2016          | Lierse             | SL                 | 19         | 19         | CB              | ?               | ?               | -                    | -                    | -                    | -           | -           | -           | 19+    | 19+    |
| 2016-2017          | Lilla              | D2                 | 23         | 24         | CF              | 1               | 1               | -                    | -                    | -                    | -           | -           | -           | 24     | 25     |
| 2017-2018          | Lilla              | D1                 | 22         | 7          | CF              | 0               | 0               | -                    | -                    | -                    | -           | -           | -           | 22     | 7      |
| 2018-2019          | Lilla              | D1                 | 1          | 0          | CF              | 0               | 0               | -                    | -                    | -                    | -           | -           | -           | 1      | 0      |
| Totale Lilla       | Totale Lilla       | Totale Lilla       | 46         | 31         |                 | 1               | 1               |                      | -                    | -                    |             | -           | -           | 47     | 32     |
| 2019-2020          | Anderlecht         | SL                 | ?          | ?          | CB              | ?               | ?               | UWCL                 | 3                    | 1                    | -           | -           | -           | 3+     | 1+     |
| Totale Anderlecht  | Totale Anderlecht  | Totale Anderlecht  | 8+         | 1+         |                 | ?               | ?               |                      | 3                    | 1                    |             | -           | -           | 11+    | 2+     |
| lug.-dic. 2020     | Zulte Waregem      | SL                 | ?          | ?          | CB              | ?               | ?               | -                    | -                    | -                    | -           | -           | -           | ?      | ?      |
| Totale carriera    | Totale carriera    | Totale carriera    | 120+       | 54+        |                 | 1+              | 1+              |                      | 3                    | 1                    |             | -           | -           | 124+   | 56+    |

### Cronologia presenze e reti in nazionale
| Cronologia completa delle presenze e delle reti in nazionale ― Belgio | Cronologia completa delle presenze e delle reti in nazionale ― Belgio | Cronologia completa delle presenze e delle reti in nazionale ― Belgio | Cronologia completa delle presenze e delle reti in nazionale ― Belgio | Cronologia completa delle presenze e delle reti in nazionale ― Belgio | Cronologia completa delle presenze e delle reti in nazionale ― Belgio | Cronologia completa delle presenze e delle reti in nazionale ― Belgio | Cronologia completa delle presenze e delle reti in nazionale ― Belgio |
| Data                                                                  | Città                                                                 | In casa                                                               | Risultato                                                             | Ospiti                                                                | Competizione                                                          | Reti                                                                  | Note                                                                  |
| --------------------------------------------------------------------- | --------------------------------------------------------------------- | --------------------------------------------------------------------- | --------------------------------------------------------------------- | --------------------------------------------------------------------- | --------------------------------------------------------------------- | --------------------------------------------------------------------- | --------------------------------------------------------------------- |
| 23-11-2011                                                            | Loveč                                                                 | Bulgaria                                                              | 0 – 1                                                                 | Belgio                                                                | Qual. Euro 2013                                                       | -                                                                     | 82’                                                                   |
| 2-6-2013                                                              | Tubize                                                                | Belgio                                                                | 3 – 0                                                                 | Ucraina                                                               | Amichevole                                                            | -                                                                     | 72’                                                                   |
| 23-5-2015                                                             | Sint-Truiden                                                          | Belgio                                                                | 3 – 2                                                                 | Norvegia                                                              | Amichevole                                                            | -                                                                     | 90’                                                                   |
| 16-9-2015                                                             | Tubize                                                                | Belgio                                                                | 5 – 0                                                                 | Polonia                                                               | Amichevole                                                            | -                                                                     | 65’                                                                   |
| 22-9-2015                                                             | Lovanio                                                               | Belgio                                                                | 6 – 0                                                                 | Bosnia ed Erzegovina                                                  | Qual. Euro 2017                                                       | -                                                                     | 87’                                                                   |
| 30-11-2015                                                            | Lovanio                                                               | Belgio                                                                | 1 – 1                                                                 | Serbia                                                                | Qual. Euro 2017                                                       | -                                                                     | 79’                                                                   |
| 4-3-2016                                                              | Vila Real de Santo António                                            | Canada                                                                | 1 – 0                                                                 | Belgio                                                                | Algarve Cup 2016                                                      | -                                                                     | 62’                                                                   |
| 7-3-2016                                                              | Albufeira                                                             | Danimarca                                                             | 1 – 2                                                                 | Belgio                                                                | Algarve Cup 2016                                                      | -                                                                     | 90’                                                                   |
| 9-3-2016                                                              | Vila Real de Santo António                                            | Belgio                                                                | 5 – 0                                                                 | Russia                                                                | Algarve Cup 2016 - Finale 5º posto                                    | -                                                                     | 80’                                                                   |
| 12-4-2016                                                             | Lovanio                                                               | Belgio                                                                | 6 – 0                                                                 | Estonia                                                               | Qual. Euro 2017                                                       | -                                                                     | 64’                                                                   |
| 24-11-2016                                                            | Lovanio                                                               | Belgio                                                                | 3 – 2                                                                 | Paesi Bassi                                                           | Amichevole                                                            | -                                                                     | 62’                                                                   |
| 28-11-2016                                                            | Tubize                                                                | Belgio                                                                | 1 – 3                                                                 | Danimarca                                                             | Amichevole                                                            | -                                                                     | 78’                                                                   |
| 19-1-2017                                                             | Clairefontaine-en-Yvelines                                            | Francia                                                               | 1 – 2                                                                 | Belgio                                                                | Amichevole                                                            | 1                                                                     | 80’, squadre B                                                        |
| 3-3-2017                                                              | Larnaca                                                               | Italia                                                                | 1 – 4                                                                 | Belgio                                                                | Cyprus Cup 2017                                                       | -                                                                     | 70’                                                                   |
| 6-3-2017                                                              | Nicosia                                                               | Corea del Nord                                                        | 4 – 1                                                                 | Belgio                                                                | Cyprus Cup 2017                                                       | -                                                                     | 57’                                                                   |
| 8-3-2017                                                              | Larnaca                                                               | Belgio                                                                | 1 – 1 (3 - 2 dtr)                                                     | Austria                                                               | Cyprus Cup 2017 - Finale 7º posto                                     | -                                                                     | 62’                                                                   |
| 8-4-2017                                                              | Eupen                                                                 | Belgio                                                                | 1 – 4                                                                 | Spagna                                                                | Amichevole                                                            | -                                                                     | 62’                                                                   |
| 30-6-2017                                                             | Murcia                                                                | Spagna                                                                | 7 – 0                                                                 | Belgio                                                                | Amichevole                                                            | -                                                                     | 77’                                                                   |
| 7-7-2017                                                              | Montpellier                                                           | Francia                                                               | 2 – 0                                                                 | Belgio                                                                | Amichevole                                                            | -                                                                     | 88’                                                                   |
| 11-7-2017                                                             | Denderleeuw                                                           | Belgio                                                                | 2 – 0                                                                 | Russia                                                                | Amichevole                                                            | -                                                                     | 81’                                                                   |
| 16-7-2017                                                             | Doetinchem                                                            | Danimarca                                                             | 1 – 0                                                                 | Belgio                                                                | Euro 2017 - Fase a gironi                                             | -                                                                     | 82’                                                                   |
| 20-7-2017                                                             | Breda                                                                 | Norvegia                                                              | 0 – 2                                                                 | Belgio                                                                | Euro 2017 - Fase a gironi                                             | -                                                                     | 76’                                                                   |
| 24-7-2017                                                             | Tilburg                                                               | Belgio                                                                | 1 – 2                                                                 | Paesi Bassi                                                           | Euro 2017 - Fase a gironi                                             | -                                                                     | 57’                                                                   |
| 24-10-2017                                                            | Penafiel                                                              | Portogallo                                                            | 0 – 1                                                                 | Belgio                                                                | Qual. Mondiali 2019                                                   | -                                                                     | 44’ 90’                                                               |
| 28-2-2018                                                             | Larnaca                                                               | Belgio                                                                | 1 – 2                                                                 | Rep. Ceca                                                             | Cyprus Cup 2018                                                       | -                                                                     | 45’                                                                   |
| 2-3-2018                                                              | Larnaca                                                               | Spagna                                                                | 0 – 0                                                                 | Belgio                                                                | Cyprus Cup 2018                                                       | -                                                                     | 78’                                                                   |
| 5-3-2018                                                              | Larnaca                                                               | Belgio                                                                | 2 – 0                                                                 | Austria                                                               | Cyprus Cup 2018                                                       | 1                                                                     | 77’                                                                   |
| 7-3-2018                                                              | Larnaca                                                               | Sudafrica                                                             | 1 – 2                                                                 | Belgio                                                                | Cyprus Cup 2018 - Finale 5º posto                                     | -                                                                     | 78’                                                                   |
| 10-4-2018                                                             | Ferrara                                                               | Italia                                                                | 2 – 1                                                                 | Belgio                                                                | Qual. Mondiali 2019                                                   | -                                                                     | 84’                                                                   |
| Totale                                                                |                                                                       | Presenze                                                              | 29                                                                    |                                                                       | Reti                                                                  | 2                                                                     |                                                                       |

## Palmarès

### Club
- Campionato belga: 1

Anderlecht: 2019-2020
- Campionato francese di seconda divisione: 1

Lilla: 2016-2017
- Coppa del Belgio: 2

Anderlecht: 2012-2013
Lierse: 2015-2016

### Individuale
- Capocannoniere della Super League: 1

2015-2016 (19 reti)
- Capocannoniere della Division 2: 1

2016-2017 (24 reti)